# Songola (peuple)
Pour les articles homonymes, voir Songola.
Les Songola est un peuple bantou d'Afrique centrale établi à l'est de la République démocratique du Congo, dans la région de Kindu. Ils sont voisins des Lega.

## Ethnonymie
Selon les sources on observe plusieurs variantes : Basongola, Binja, Goa, Songolas, Songoora, Songorra, Tchongoa, Usongora,  Wasongola, Wasongora.

## Langues
Leur langue est le songola (ou songoora), une langue bantoue, dont le nombre de locuteurs était estimé à 1 300 en 1971.